# Condado de Oscoda
O Condado de Oscoda é um dos 88 condados do estado americano de Michigan. A sede do condado é Mio, e sua maior cidade é Mio.
O condado possui uma área de 1 480 km² (dos quais 17 km² estão cobertos por água), uma população de 9 418 habitantes, e uma densidade populacional de 6 hab/km² (segundo o censo nacional de 2000).